# リッチー
リッチー（Ritchey Design Inc.）はアメリカ合衆国の自転車用品メーカーである。ネバダ州スパークスに本社を置いている。

## 概要
フレームからハンドル、サドル、クランク、タイヤなど多くの自転車部品を販売する他ジャージやヘルメットなども取り扱う一大ブランドである。1990年代には競技指向の軽量フレーム、独創的な変速機などで知られていたが、現在では製品の多くはOEM商品であり、リッチー自身が開発・製造に関与している製品は以前に比べると少ない。
なおリッチーブランドのフレームは日本の東洋フレームが製造を請け負っていたが、2004年にはデモンターブルのフレーム「ブレイクアウェイ」を発表。従来のクロムモリブデン鋼 (クロモリ) 製に加えて現在チタンモデルも出ている。長らくラインナップとして加えられているフレームは「ブレイクアウェイ」のみであったが、2012年よりシクロクロス、29er（29インチホイールのMTB）を出している。
創業者のトム・リッチーはゲイリー・フィッシャーとともにマウンテンバイクを開発したことで知られている。

## 特色
マウンテンバイク草創期からのブランドであるが、超オーバーサイズのヘッドパーツ、サスペンションフレームやアルミ素材、29インチホイールなど革新的な規格、技術を次々に導入したゲイリー・フィッシャーに対し、長きにわたってフロントサスペンションなしリジッドフレーム、スチール（クロムモリブデン鋼）パイプのフレームにこだわるなど保守的な面が目立つメーカーである。リッチー・ロジックの設計哲学は「強度を保ちつつ軽量化する」事であり、主力モデルにも「P-22」（完成車重量22ポンドの意味）等軽さをアピールする名が冠されていた。
しかしながら現在ではカーボン素材の製品を取り入れている。それでも現在販売されるフレームは全てクロムモリブデン鋼ないしチタンが使われており、金属強度の限界点のない（負荷をかければ少しずつでも金属疲労が進行する）アルミニウム合金は使われていない。
軽さが要求されるクロスカントリーでの活躍がめざましく、1992年から1994年にかけて3年連続で世界選手権の優勝車となっている。